# Digitech
DigiTech es un fabricante de efectos digitales para  guitarras, bajos, y electrónica de voz.

## Productos para guitarra

### Pedales Signature
- Weapon (Dan Donegan signature)
- Crossroads (Eric Clapton signature)
- Black 13 (Scott Ian signature)
- Red Special (Brian May signature)
- The Experience (Jimi Hendrix signature)

### Pedales de distorsión
- Screamin' Blues (Overdrive y distorsión de baja ganancia, Blues y Rock And Roll)
- Hot Head (Distorsion de ganancia media, Rock)
- Death Metal (Distorsión de alta ganancia, Metal)
- Grunge (Distorsión de alta ganancia, Hard Rock y Grunge)
- Bad Monkey (Overdrive simulador de válvulas, Rock suave)

### X Series
- DF-7 Distortion Factory (Simulador de varios tipos de distorsiones)
- CF-7 Chorus Factory (Simulador de varios tipos de Chorus)
- EX-7 Expression Factory (Simulador de varios tipos de Wah-Wah's)
- DigiDelay (Delay digital)
- DigiVerb (Reverb digital)
- Hot Rod (Distorsión de Rock)
- Hyper Phase (Phaser)
- Main Squeeze (Compresor)
- Metal Master (Distorsión de Metal)
- Multi Chorus (Chorus)
- Synth Wah (Wah automático)
- Tone Driver (Overdrive)
- Turbo Flange (Flanger)

### HardWire Series
- HT-2 Afinador Cromático
- CM-2 Overdrive de Tubos
- SC-2 Distorsión de Válvula
- TL-2 Distorsión de Metal
- CR-7 Chorus Estereo
- DL-8 Delay/Looper
- RV-7 Reverb Estereo

### Pedales Multi-Efectos
- GNX1
- GNX2
- GNX3
- GNX3000
- GNX4
- RP3
- RP10
- RP14D
- RP20
- RP21D
- RP90
- RP70
- RP100A (Con parches hechos por famosos guitarristas como Jennifer Batten, K. K. Downing, etc)
- RP80
- RP50
- RP55
- RP150
- RP155
- RP200
- RP250
- RP300a
- RP350
- RPx400
- RP500
- RP1000
- Element
- Element XP
- RP360
- RP360XP

### Pedales Multi-Efectos de estudio
- DSP 64
- DSP128
- DSP256XL
- GSP 5 (guitar processor preamp)
- GSP 7 (guitar processor preamp)
- GSP 2101
- GSP 2112
- GSP1101
- VGS2120
- VGS2112
- Vocalist Workstation

### Otros
- Whammy
- JamMan